# Kevin Rundstadler
Kevin Rundstadler, né le 11 juin 1994 à Grenoble est un triathlète français, champion de france sur longue distance en 2024.

## Biographie

### Jeunesse
Kevin Rundstadler naît le 11 juin 1994 à Grenoble   ancien nageur du département de l'Isère comme son adversaire de l'époque Dorian Coninx, il commence la pratique du triathlon à l'âge de 17 ans. Un ami nageur évoquant Embrunman dans les vestiaires, il s'essaye sur longue distance en étant licencié au Team Pro Monaco Triathlon et en apprécie progressivement l’aspect multi-disciplinaires.

### Carrière en triathlon
En 2016 il est vainqueur du Natureman des Salles-du-Verdon. Un an plus tard, il se classe troisième du triathlon longue distance de la 12ème édition du triathlon de l’Alpe d’Huez en terminant la course en 5h57’22,. Avant de décrocher une médaille de bronze aux championnats de France de triathlon longue distance 2017. En 2018, il remporte le triathlon de Bourg-en-Bresse. Un an plus tard, il obtient la deuxième place à l'Ironman France avant de remporter le triathlon international de Vouglans (sprint).

### Vie privée et professionnelle
Il vit et s’entraine du côté de Besançon, avec sa compagne depuis 2018 la triathlète Justine Mathieux. qu'il entraîne lui-même, à ses côtés elle devient vice-championne de France de triathlon longue distance en 2020.

## Palmarès
Le tableau présente les résultats les plus significatifs (podium) obtenus sur le circuit national et international de triathlon depuis 2016. 
| Année | Compétition                           | Pays   | Position           | Temps           |
| ----- | ------------------------------------- | ------ | ------------------ | --------------- |
| 2024  | Championnat de France longue distance | France | Médaille d'or      | 4 h 4 min 22 s  |
| 2020  | Triath'Long Royan                     | France | Médaille de bronze | 4 h 9 min 52 s  |
| 2019  | Ironman France                        | France | Médaille d'argent  | 7 h 23 min 46 s |
| 2017  | Championnat de France longue distance | France | Médaille de bronze | 4 h 11 min 33 s |
| 2017  | Triathlon EDF Alpe d'Huez XL          | France | Médaille d'or      | 5 h 53 min 28 s |
| 2017  | Ventouxman                            | France | Médaille de bronze | 5 h 13 min 36 s |
| 2016  | Natureman                             | France | Médaille d'or      | 4 h 13 min 47 s |